# Bayencourt
Ne doit pas être confondu avec Ayencourt.
Bayencourt est une commune française située dans le département de la Somme en région Hauts-de-France.

## Géographie

### Localisation

#### Communes limitrophes
| Souastre Pas-de-Calais |                | Fonquevillers Pas-de-Calais  |
| Coigneux               | Bayencourt     |                              |
|                        | Bus-les-Artois | Sailly-au-Bois Pas-de-Calais |

### Hydrographie
La commune est située dans le bassin Artois-Picardie. Elle n'est drainée par aucun cours d'eau.

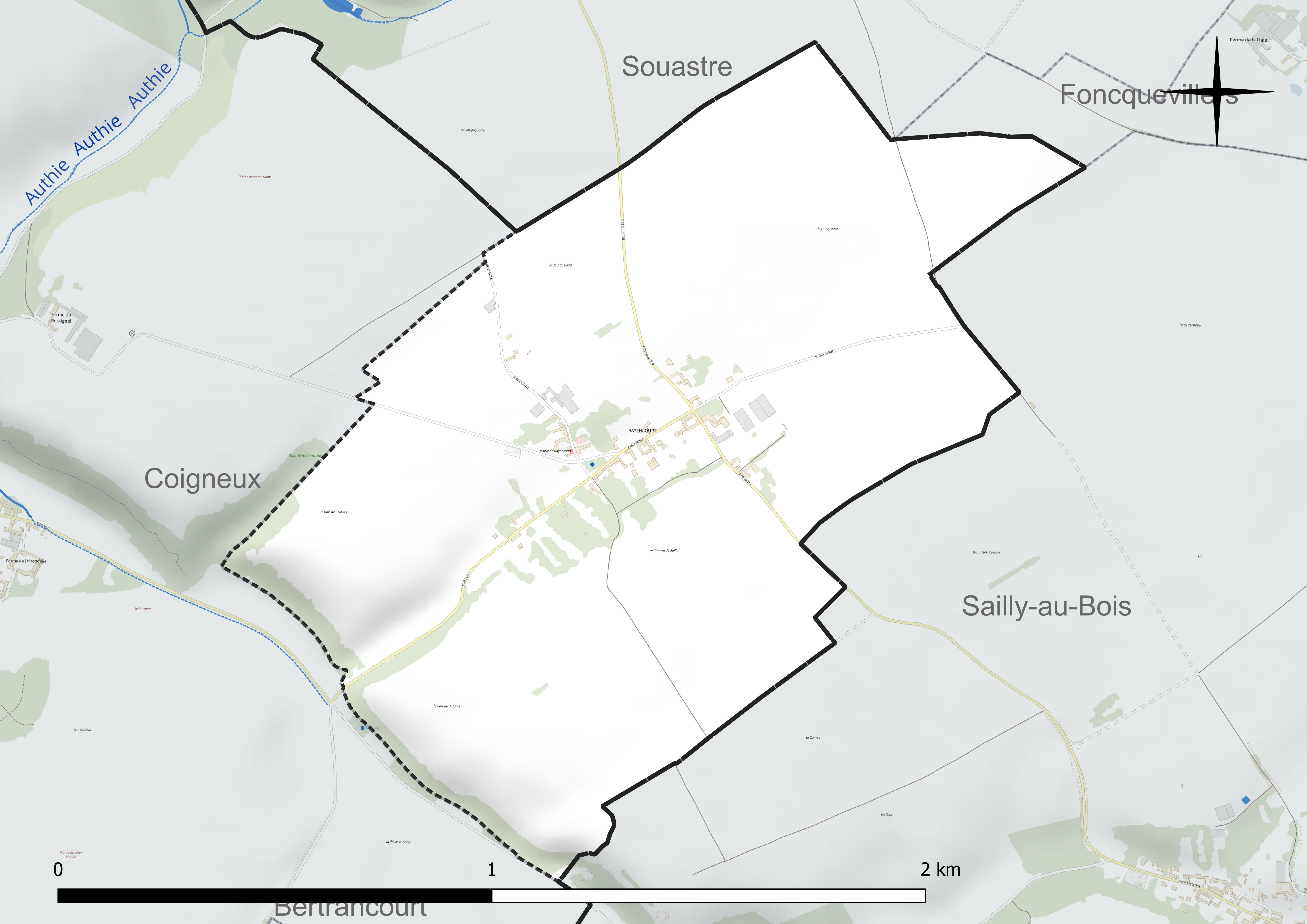
Réseau hydrographique de Bayencourt.

### Climat
Pour des articles plus généraux, voir Climat des Hauts-de-France et Climat de la Somme.
En 2010, le climat de la commune est de type climat océanique dégradé des plaines du Centre et du Nord, selon une étude du CNRS s'appuyant sur une série de données couvrant la période 1971-2000. En 2020, Météo-France publie une typologie des climats de la France métropolitaine dans laquelle la commune est exposée à un climat océanique et est dans la région climatique Nord-est du bassin Parisien, caractérisée par un ensoleillement médiocre, une pluviométrie moyenne régulièrement répartie au cours de l'année et un hiver froid (3 °C).
Pour la période 1971-2000, la température annuelle moyenne est de 9,8 °C, avec une amplitude thermique annuelle de 14,4 °C. Le cumul annuel moyen de précipitations est de 849 mm, avec 12,7 jours de précipitations en janvier et 9,5 jours en juillet. Pour la période 1991-2020, la température moyenne annuelle observée sur la station météorologique la plus proche, située sur la commune de Saulty à 10 km à vol d'oiseau, est de 10,4 °C et le cumul annuel moyen de précipitations est de 899,7 mm,. Pour l'avenir, les paramètres climatiques de la commune estimés pour 2050 selon différents scénarios d'émission de gaz à effet de serre sont consultables sur un site dédié publié par Météo-France en novembre 2022.

## Urbanisme

### Typologie
Au 1er janvier 2024, Bayencourt est catégorisée commune rurale à habitat très dispersé, selon la nouvelle grille communale de densité à sept niveaux définie par l'Insee en 2022.
Elle est située hors unité urbaine et hors attraction des villes,.

### Occupation des sols
L'occupation des sols de la commune, telle qu'elle ressort de la base de données européenne d'occupation biophysique des sols Corine Land Cover (CLC), est marquée par l'importance des territoires agricoles (100 % en 2018), une proportion identique à celle de 1990 (100 %). La répartition détaillée en 2018 est la suivante : 
terres arables (84,9 %), zones agricoles hétérogènes (14,2 %), prairies (0,9 %). L'évolution de l'occupation des sols de la commune et de ses infrastructures peut être observée sur les différentes représentations cartographiques du territoire : la carte de Cassini (XVIIIe siècle), la carte d'état-major (1820-1866) et les cartes ou photos aériennes de l'IGN pour la période actuelle (1950 à aujourd'hui).

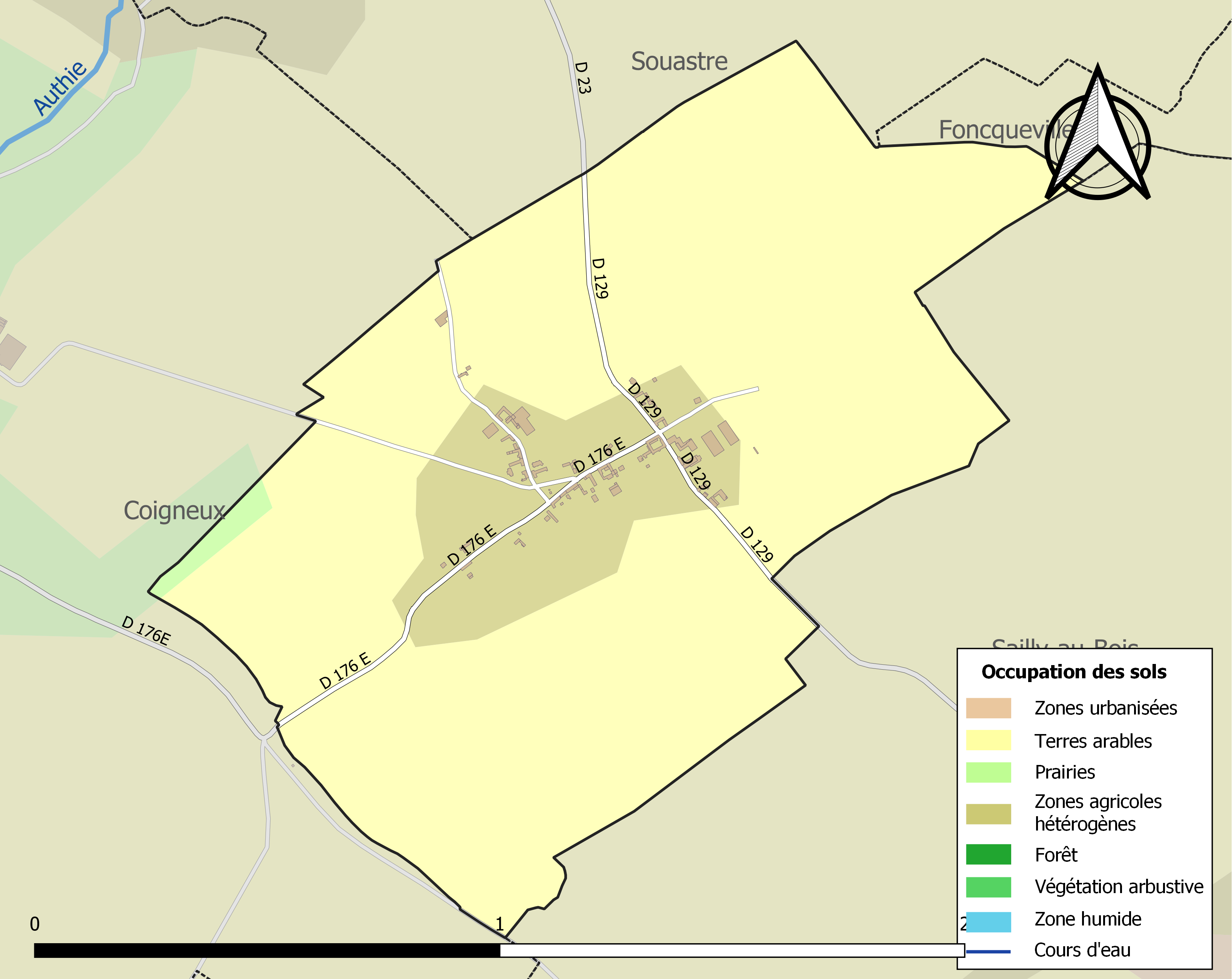
Carte des infrastructures et de l'occupation des sols de la commune en 2018 (CLC).

## Toponymie
Le nom de la localité est attesté sous la forme Baiencurt en 1165 ; Baillescourt en 1301 ; Bayancourt en 1503 ; Baillencourt en 1503 ; Bayencourt en 1534 ; Baïencourt en 1646.

## Histoire
En 1924 sont inaugurés le monument aux morts, le château d'eau et le réseau d'électricité. Ils ont été financés avec l'aide de Bexhill-on-Sea, ville du sud-est de l'Angleterre, marraine de la commune.
Par arrêté préfectoral du 27 décembre 2016, la commune est détachée le 1er janvier 2017 de l'arrondissement d'Amiens pour intégrer l'arrondissement de Péronne.

## Politique et administration
| Période                                  | Période                   | Identité           | Étiquette | Qualité           |
| ---------------------------------------- | ------------------------- | ------------------ | --------- | ----------------- |
| Les données manquantes sont à compléter. |                           |                    |           |                   |
|                                          |                           | M. Graire          |           |                   |
|                                          |                           | Jean-Marie Graire  |           | Fils du précédent |
| Les données manquantes sont à compléter. |                           |                    |           |                   |
| mars 2001                                | 2008                      | Françoise Brasseur |           |                   |
| mars 2008                                | mai 2020                  | Franck Delannoy    |           | Enseignant        |
| mai 2020                                 | En cours (au 30 mai 2020) | Virginie Adamczyk  |           | Aide à domicile   |

## Démographie
L'évolution du nombre d'habitants est connue à travers les recensements de la population effectués dans la commune depuis 1793. Pour les communes de moins de 10 000 habitants, une enquête de recensement portant sur toute la population est réalisée tous les cinq ans, les populations de référence des années intermédiaires étant quant à elles estimées par interpolation ou extrapolation. Pour la commune, le premier recensement exhaustif entrant dans le cadre du nouveau dispositif a été réalisé en 2004.

En 2022, la commune comptait 73 habitants, en évolution de −8,75 % par rapport à 2016 (Somme : −1,26 %, France hors Mayotte : +2,11 %).
| 1793 | 1800 | 1806 | 1821 | 1831 | 1836 | 1841 | 1846 | 1851 |
| ---- | ---- | ---- | ---- | ---- | ---- | ---- | ---- | ---- |
| 181  | 190  | 216  | 216  | 218  | 218  | 219  | 210  | 209  |

| 1856 | 1861 | 1866 | 1872 | 1876 | 1881 | 1886 | 1891 | 1896 |
| ---- | ---- | ---- | ---- | ---- | ---- | ---- | ---- | ---- |
| 202  | 205  | 201  | 193  | 176  | 173  | 153  | 158  | 151  |

| 1901 | 1906 | 1911 | 1921 | 1926 | 1931 | 1936 | 1946 | 1954 |
| ---- | ---- | ---- | ---- | ---- | ---- | ---- | ---- | ---- |
| 141  | 132  | 129  | 119  | 118  | 105  | 112  | 94   | 83   |

| 1962 | 1968 | 1975 | 1982 | 1990 | 1999 | 2004 | 2006 | 2009 |
| ---- | ---- | ---- | ---- | ---- | ---- | ---- | ---- | ---- |
| 85   | 76   | 70   | 72   | 64   | 73   | 70   | 69   | 83   |

| 2014 | 2019 | 2022 | - | - | - | - | - | - |
| ---- | ---- | ---- | - | - | - | - | - | - |
| 80   | 77   | 73   | - | - | - | - | - | - |

## Culture locale et patrimoine

### Lieux et monuments

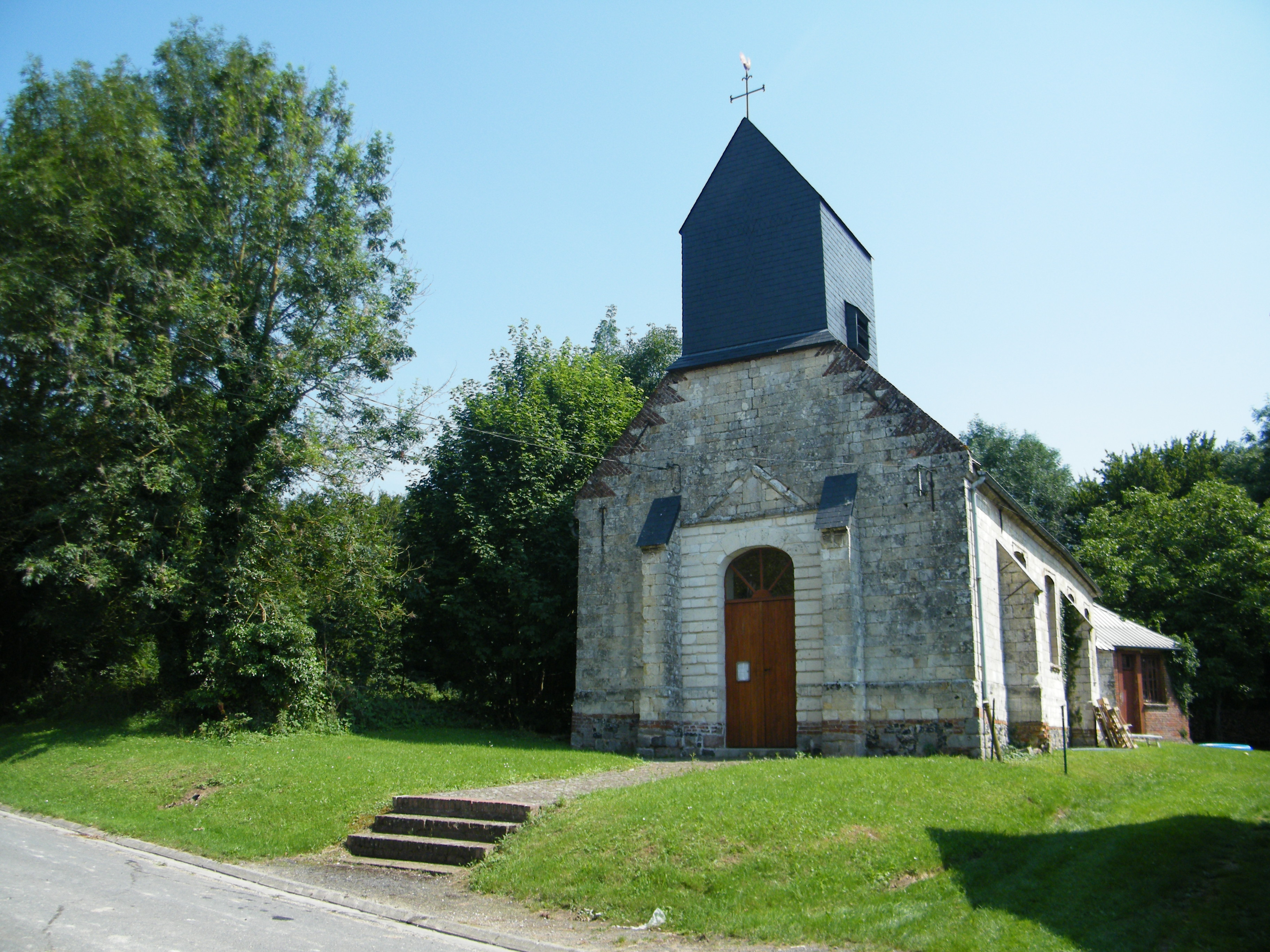
Église Saint-Nicolas.
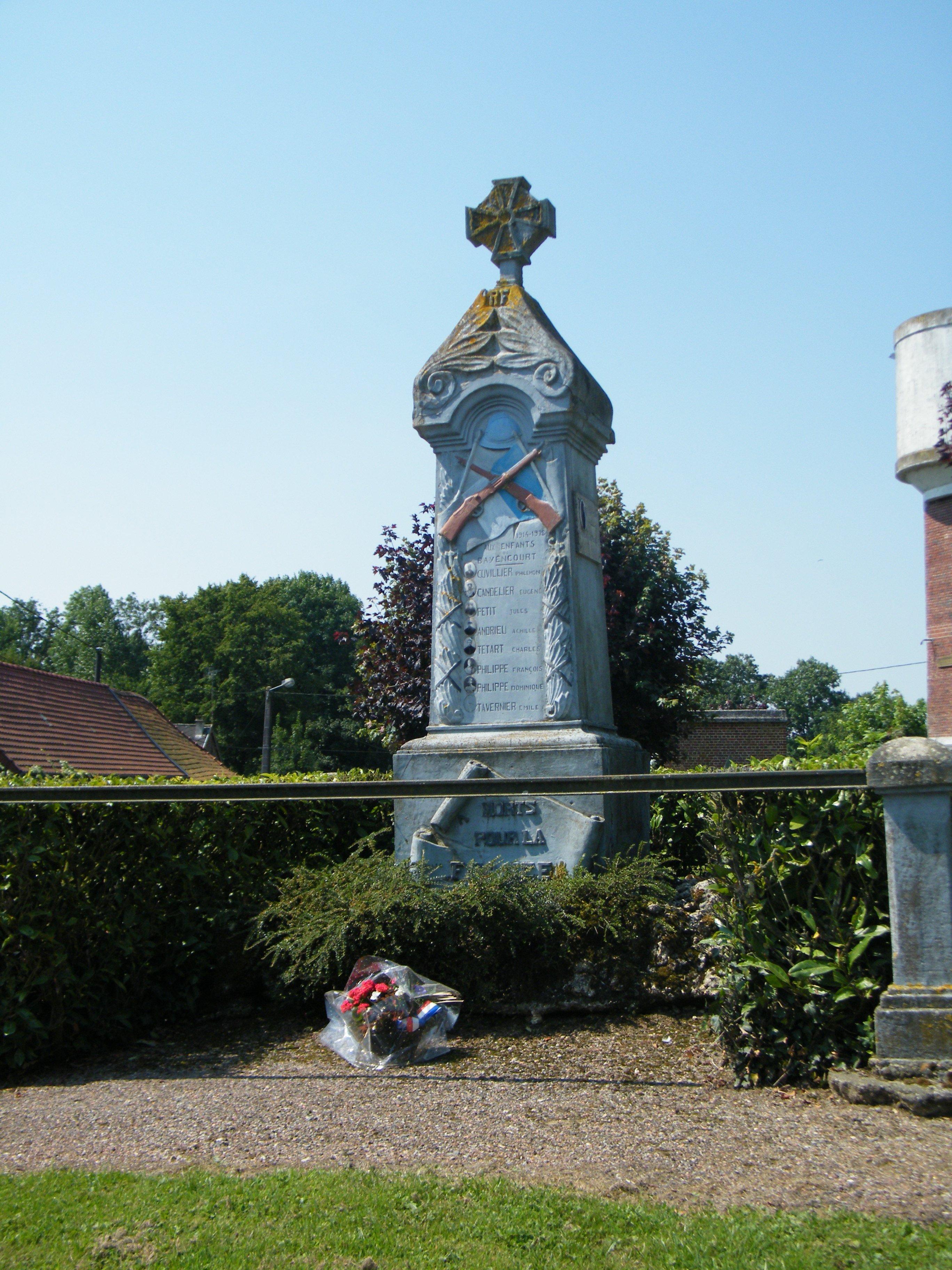
Monument aux morts.
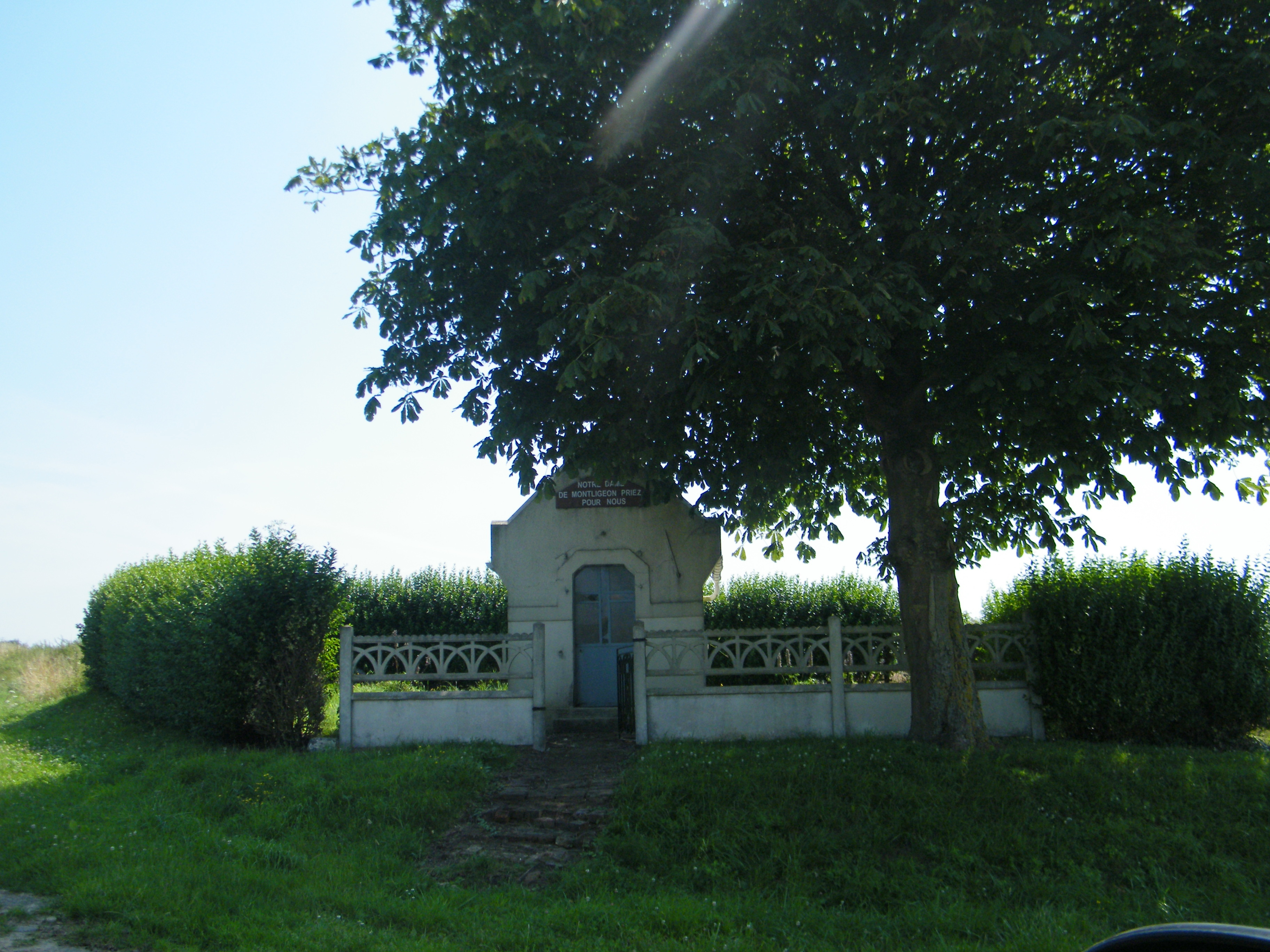
Notre-Dame de Montligon, entre Bayencourt et Courcelles.

- Église Saint-Nicolas.
- Monument aux morts.
- Notre-Dame de Montligon, entre Bayencourt et Courcelles.

## Pour approfondir